# Biyouna
Pour les articles homonymes, voir Bouzar.
Baya Bouzar (en arabe باية بوزار), dite Biyouna  (بيونة), est une chanteuse, danseuse et actrice algérienne, née le 13 septembre 1952 à Alger.

## Biographie
Elle naît le 13 septembre 1952 à Alger, dans le quartier de Belcourt,.
Habitée très tôt par la passion du chant, Biyouna fait partie de plusieurs troupes, d'abord celle de Fadhéla Dziria où elle assure les chœurs en jouant du tambourin, puis une autre qu'elle dirige avec sa complice Flifla, enfin la sienne où elle est la chanteuse principale et devient une animatrice réputée des fêtes de mariages.
À dix-sept ans elle débute dans les plus grands cabarets de la ville et à 19 ans elle est danseuse au Copacabana. La même année, le réalisateur Mustapha Badie la repère et lui fait tourner son premier feuilleton où elle interprète le rôle de Fatma, dans La Grande Maison (1973), adapté du roman de Mohammed Dib. Ce feuilleton la rendra célèbre.
Pour le cinéma algérien, elle tourne deux films : Leila et les autres de Sid Ali Mazif en 1978 et La Voisine de Ghaouti Bendedouche en 2000 et se produit dans des one-woman-show.
En 1999, Nadir Moknèche lui offre le rôle de Meriem dans Le Harem de Madame Osmane qu'elle tourne en France. En 2003, elle joue dans le film de Nadir Moknèche Viva Laldjérie.
En 2001, elle sort l'album Raid Zone avec le compositeur John Bagnolett. Ensuite, elle participe au spectacle de Fellag Opéra d'Casbah mis en scène par Jérôme Savary, Biyouna sort un nouvel album Une Blonde dans la casbah. L'idée de cet album était dans l'air depuis longtemps. Biyouna a pris son temps, choisissant avec soin un répertoire franco-algérien qui puise dans les deux cultures. Son entourage est composé de Joseph Racaille, responsable d'arrangements majestueux, Christophe Dupouy, associé régulier de Jean-Louis Murat chargé du mixage, son agent Olivier Gluzman qui l'a engagée sur un vrai coup de foudre et son mari Mokhtar.
Entre 2002 et 2005, Biyouna obtient un grand succès avec la trilogie ramadanesque Nass Mlah City.
Elle joue dans le film de Nadir Moknèche, Délice Paloma, où elle tient le rôle principal (une mafieuse qui répond au nom de madame Aldjeria). 
En 2006 elle s'apprête à répéter le rôle du Coryphée dans Électre de Sophocle aux côtés de Jane Birkin (dans la mise en scène de Philippe Calvario).
 En 2007, elle a un petit rôle dans la série télévisée Rendez-vous avec le destin.
Début 2009, elle joue La Célestine au Vingtième Théâtre (20e arrondissement de Paris).
Pour le ramadan 2010, Biyouna est une des vedettes de la sitcom, diffusée sur Nessma, Nsibti Laaziza. Elle tient le rôle de Barisa, une actrice ayant tenu des rôles dans des films français, notamment aux côtés de Biyouna... Elle reprend le même rôle pour les saisons 5 et 6. Elle co-interprète également le générique de la série, avec les acteurs principaux.
En 2011, Biyouna est aux côtés de Julien Doré pour son album Bichon, assurant les chœurs sur la chanson Bergman.
Elle fait une apparition le 7 décembre 2011 dans l'émission On n'demande qu'à en rire aux côtés des Lascars Gays lors d'un sketch sur les femmes cougars.

## Discographie
- 2001 : Raid Zone : 7 000 exemplaires vendus
- 2007 : Blonde dans la Casbah : 600 000 exemplaires vendus

## Théâtre
- 2006 : Électre de Sophocle, mise en scène Philippe Calvario, Le Quartz, Théâtre Nanterre-Amandiers, Théâtre du Gymnase, Théâtre National de Nice, tournée
- 2009 : La Célestine de Fernando de Rojas, mise en scène Frédérique Lazarini et Henri Lazarini, Vingtième théâtre
- 2012 : Biyouna !, mise en scène Ramzy, théâtre Marigny Premier spectacle solo en France avec Biyouna et Samy Chiboub, texte : Biyouna et Cyril Cohen, lumières : Anne Coudret, scénographie : Lucie Joliot, costumes : Malika Khelfa, son : Philippe Latron, musique : Samy Chiboub, Smaïl Benhouhou, Biyouna
- 2016 : Mon Cabaret de Biyouna & Cyril Cohen. Avec Biyouna, mise en scène de Biyouna & Cyril Cohen, produit par Robin Production

## Filmographie

### Cinéma

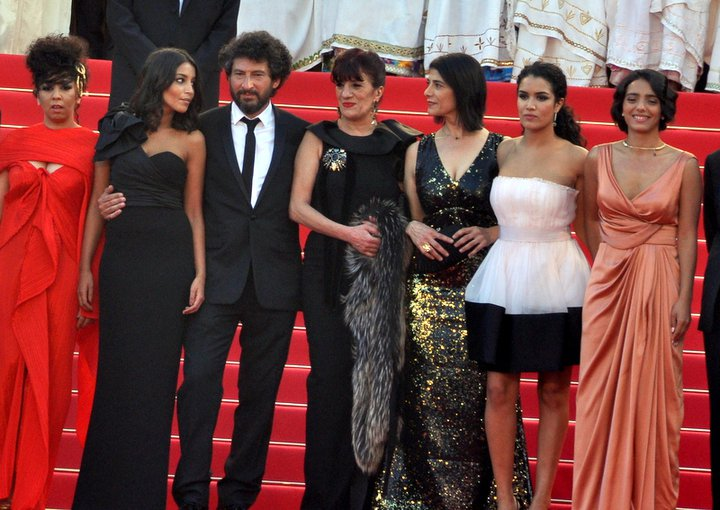
Biyouna au festival de Cannes 2011 avec l'équipe de La Source des femmes.

- 1978 : Leïla et les autres de Sid Ali Mazif : une ouvrière

- 1991 : Une main pour une sorcière d'Achour Kessai [7] : la sorcière
- 1993 : La Casbah d'Alger (Hiwar fi djiwar) de Salim Benkadi
- 1999 : Les Vacances de l'apprenti de Benamar Benakhti
- 2000 : La Voisine de Ghaouti Bendedouche
- 2000 : Le Harem de Madame Osmane de Nadir Moknèche : Meriem
- 2004 : Viva Laldjérie de Nadir Moknèche : Papicha
- 2006 : Beur Blanc Rouge de Mahmoud Zemmouri : la mère de Wassila
- 2007 : Délice Paloma de Nadir Moknèche : Zineb Agha / Madame Aldjeria
- 2010 : Il reste du jambon ? d'Anne Depétrini : Houria Boudaoud
- 2010 : Holiday de Guillaume Nicloux : Eva Lopez
- 2011 : La Planque d'Akim Isker : la voyante
- 2011 : La Source des femmes de Radu Mihaileanu : Vieux fusil
- 2011 : Beur sur la ville de Djamel Bensalah : la mère de Khalid
- 2013 : Cheba Louisa de Françoise Charpiat : Zohra
- 2013 : Mohamed Dubois d'Ernesto Oña : Djamila
- 2013 : Les Reines du ring de Jean-Marc Rudnicki : Fadela
- 2014 : Les Trois Frères : Le Retour de Bernard Campan et Didier Bourdon : la grand-mère de Sarah
- 2014 : Amour sur place ou à emporter d'Amelle Chahbi : la grand-mère d'Amelle
- 2017 : À mon âge je me cache encore pour fumer de Rayhana : Aïcha
- 2018 : Neuilly sa mère, sa mère ! de Gabriel Julien-Laferrière : Fatima
- 2018 : Les Déguns de Cyrille Droux et Claude Zidi Junior
- 2018 : Le Flic de Belleville de Rachid Bouchareb : Zohra, la mère de Baaba
- 2018 : On va manquer ! de Sabrina Ouazani (court métrage) : Faeza

### Télévision
- 1974 : L'Incendie de Mustapha Badie (série) (12 épisodes)
- 1978 : Hassan Terro au maquis de Moussa Haddad (téléfilm)
- 2001 : Le Testament
- 2002-2005 : Nass Mlah City (3 saisons, 37 épisodes) : Biyouna
- 2005 : Rue des Figuiers de Yasmina Yahiaoui (téléfilm) : Fatima

- 2007 : La Commune (série) (4 épisodes) : Hanifa Houbeyche

- 2007 : Rendez-vous avec le destin (série)
- 2008 : Garçon manqué de David Delrieux (téléfilm) : Lela
- 2009 : Aïcha de Yamina Benguigui (téléfilm) : Biyouna
- 2010 : Nsibti Laaziza 1 (série) : Barisa
- 2011 : Aïcha, job à tout prix de Yamina Benguigui (téléfilm) : Biyouna
- 2011 : Aïcha, la grande débrouille de Yamina Benguigui (téléfilm) : Biyouna
- 2012 : Aïcha, vacances infernales de Yamina Benguigui (téléfilm) : Biyouna
- 2012 : La Baie d'Alger de Merzak Allouache (téléfilm) : Bibi
- 2013 : Dar El Bahdja : Khalti Djouhar
- 2014 : La Voyante de Henri Helman (téléfilm) : Yasmina
- 2015 : Nsibti Laaziza 5 (série) : Barisa
- 2016 : Nsibti Laaziza 6 (série) : Barisa
- 2018 : Le Temps des égarés de Virginie Sauveur (téléfilm) : Rada
- 2018 : Bab Edechra: Ftouma
- 2019 : Le Grand Bazar de Baya Kasmi (série) (6 épisodes) : Khaddoudj
- 2020 : Les Bracelets rouges (série) (1 épisode) : la grand-mère de Nour
- 2021 : Millionnaire de Muhammet Gök (mini-série) : grand-mère de Zack
- 2023 : Eddama (série) : la mère d'Aallam
- 2023 : Skarkech : Biyouna
- 2023 : Akhou Al Banat (série) : Mimouna
- 2023 : Dar Lefchouch (série) (épisode 9) : Dr. Aldjiya, psychologue